# Focus (2001)
Focus (bra: Focus) é um filme de drama estadunidense de 2001, estrelado por William H. Macy, Laura Dern, David Paymer e Meat Loaf, baseado em um romance de 1945 do dramaturgo Arthur Miller.

## Sinopse
Nos últimos meses da Segunda Guerra Mundial, um homem é erroneamente identificado como judeu por seus vizinhos antissemitas do Brooklyn. De repente, vítima de perseguição religiosa e étnica, ele se vê alinhado com um imigrante judeu local em uma luta por dignidade e sobrevivência.

## Elenco
- William H. Macy como Lawrence 'Larry' Newman[nota 1]
- Laura Dern como Gertrude 'Gert' Hart[nota 1]
- David Paymer como Sr. Finkelstein[nota 1]
- Meat Loaf como Fred (como Meat Loaf Aday)[nota 1]
- Kay Hawtrey como Sra. Newman[nota 1]
- Michael Copeman como Carlson[nota 1]
- Kenneth Welsh como Pai Crighton[nota 1]
- Joseph Ziegler como Sr. Garage[nota 1]
- Arlene Meadows como Sra. Dewitt[nota 1]
- Peter Oldring como Willy Doyle[nota 1]
- Wendy Lyon como Elsie[nota 1]
- Robert McCarrol como Homem do Salão de Reuniões (como Robert Mccarrol)[nota 1]
- Shaun Austin-Olsen como Sullivan[nota 1]
- Kevin Jubinville como Sr. Cole Stevens[nota 1]
- B.J. McQueen como Mel[nota 1]
- Conrad Bergschneider como Líder de Tough[nota 1]

## Recepção

### Resposta da crítica
No Rotten Tomatoes, o filme tem um índice de aprovação de 56% com base em 81 comentários, com o consenso do site “Embora cheio de boas intenções, Focus de alguma forma parece datado e tira seus pontos com uma mão pesada”. No Metacritic, o filme tem uma pontuação de 53% com base em comentários de 27 críticos, indicando “críticas mistas ou médias”.
Roger Ebert, do jornal Chicago Sun-Times, deu 3 de 4 e escreveu: “Não alcança a realidade; é uma tentativa deliberada de parecer e sentir como uma imagem de problemas sociais dos anos 1940, até a textura da fotografia colorida.”